# پاربولد
پاربولد (به انگلیسی: Parbold) یک روستا و محله مدنی در بریتانیا است که در West Lancashire واقع شده‌است. پاربولد ۲٬۵۸۲ نفر جمعیت دارد.